# Xiaochahe
Xiaochahe är en socken i Kina. Den ligger i provinsen Sichuan, i den sydvästra delen av landet, omkring 470 kilometer söder om provinshuvudstaden Chengdu. Antalet invånare är 11 208. Befolkningen består av 5 352 kvinnor och 5 856 män. Barn under 15 år utgör 25,0 %, vuxna 15-64 år 65 %, och äldre över 65 år 9,0 %.
Genomsnittlig årsnederbörd är 1 047 millimeter. Den regnigaste månaden är juli, med i genomsnitt 266 mm nederbörd, och den torraste är januari, med 4 mm nederbörd.